# Christuskirche (Stoob)

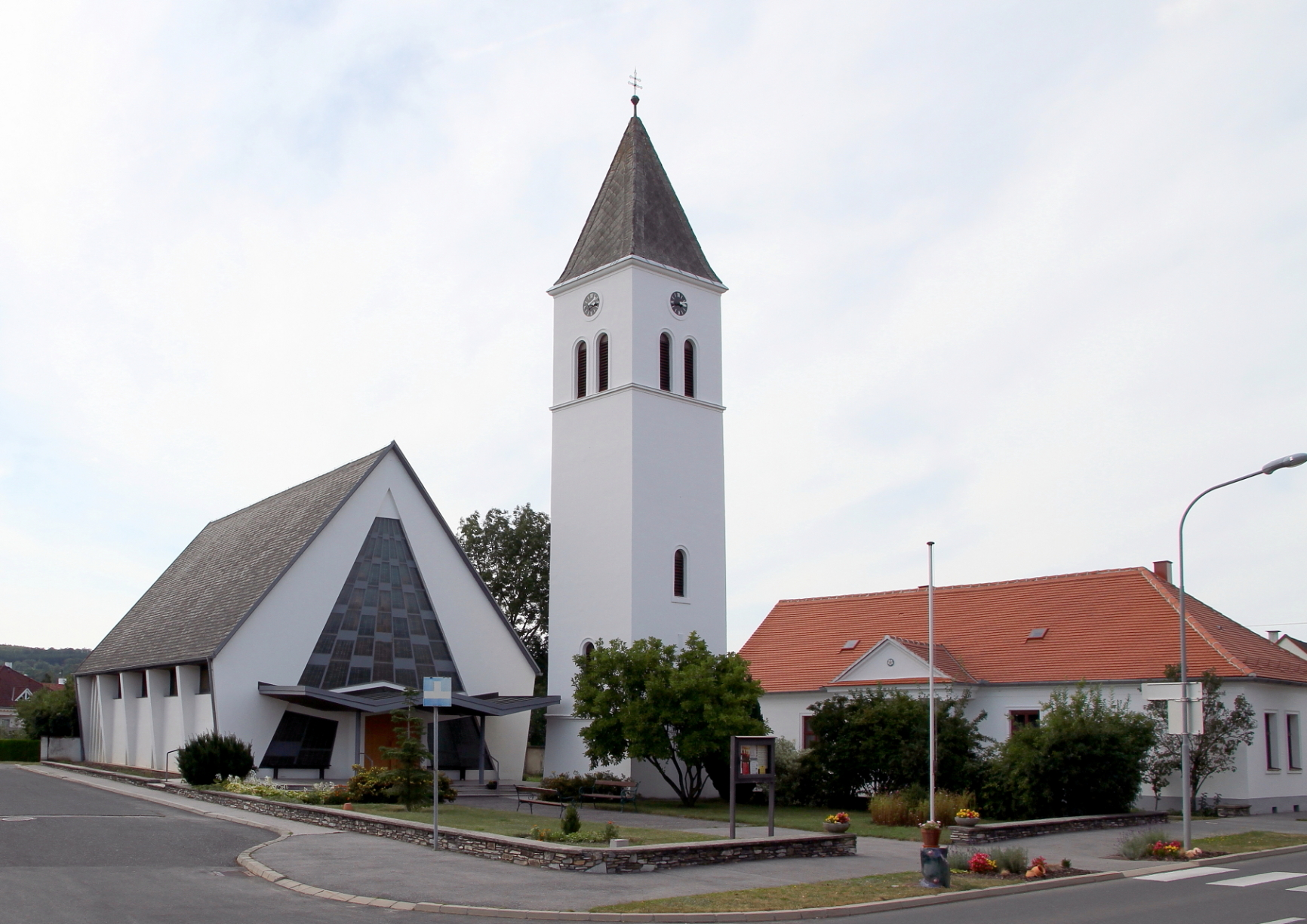
Die Christuskirche in Stoob; eine der ersten „modernen“ Kirchen des Burgenlandes.

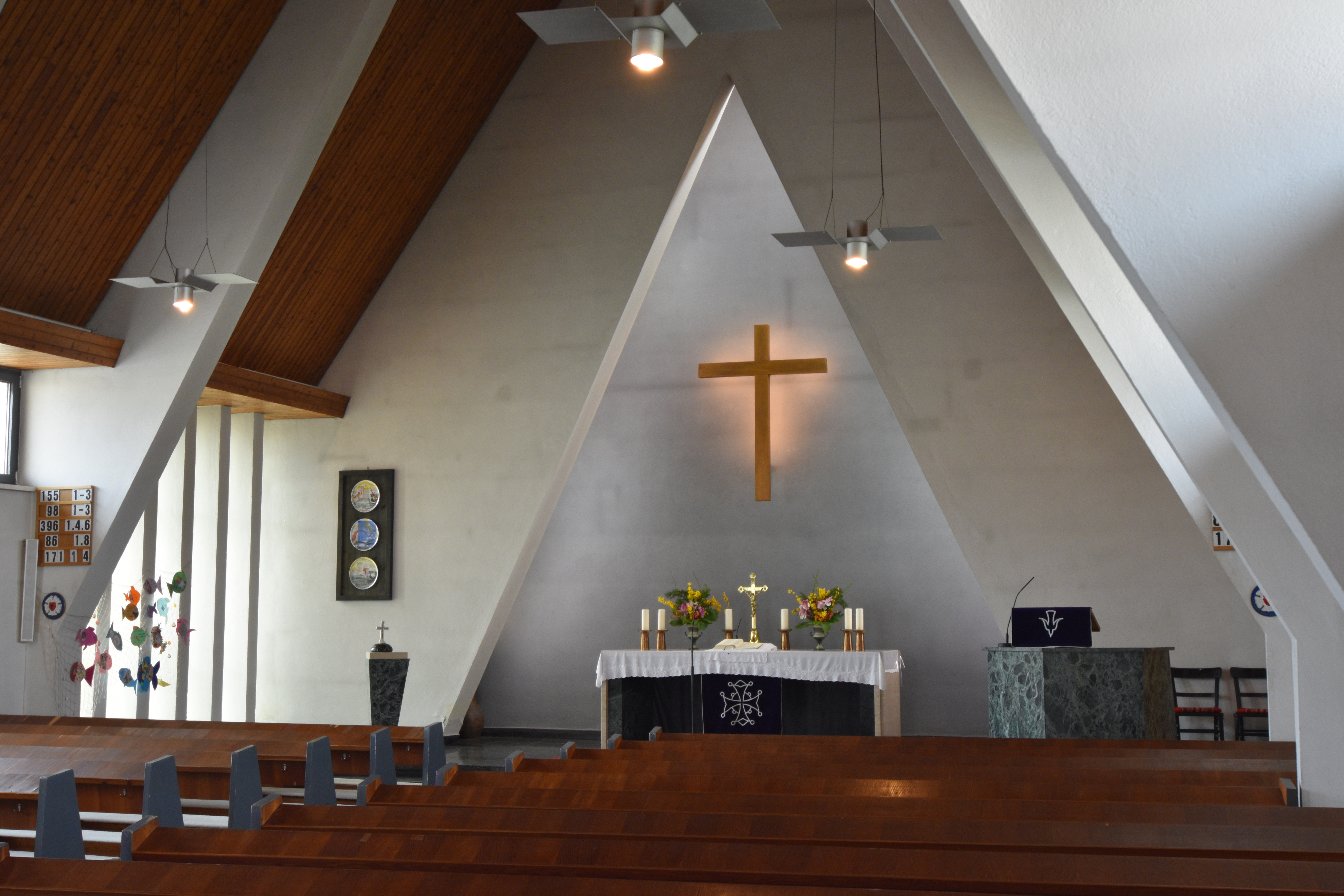
Der Innenraum der Kirche

Die evangelisch-lutherische Christuskirche steht in Stoob im Burgenland. Die Pfarrgemeinde gehört zur Superintendentur A. B. Burgenland in der Evangelischen Kirche A.B. in Österreich.

## Geschichte
Die Toleranzkirche mit einem Holzglockenstuhl wurde im Jahre 1786 erbaut. Im Jahre 1948 wurde der Holzglockenstuhl durch einen gemauerten Glockenturm mit Pyramidenhelm ersetzt. Das Kirchenschiff wurde im Jahre 1961 abgerissen und etwas versetzt eine neue Kirche nach den Plänen der Architekten Charlotte und Karl Pfeiler errichtet.  Der Kirchturm wurde damit freistehend. Das Altarkreuz aus Messingguss ist aus dem Jahre 1889.
Das ebenerdige Evangelische Pfarrhaus mit einem mittigen Portal mit Säulen wurde im Jahre 1830 errichtet.
Die ehemalige Evangelische Schule beherbergt heute das evangelische Gemeindezentrum. Das Gebäude wurde 1904 auf der gegenüberliegenden Straßenseite visavis zur Kirche errichtet. 1938 wurde der evangelischen Kirche das Schulrecht entzogen.

## Orgel

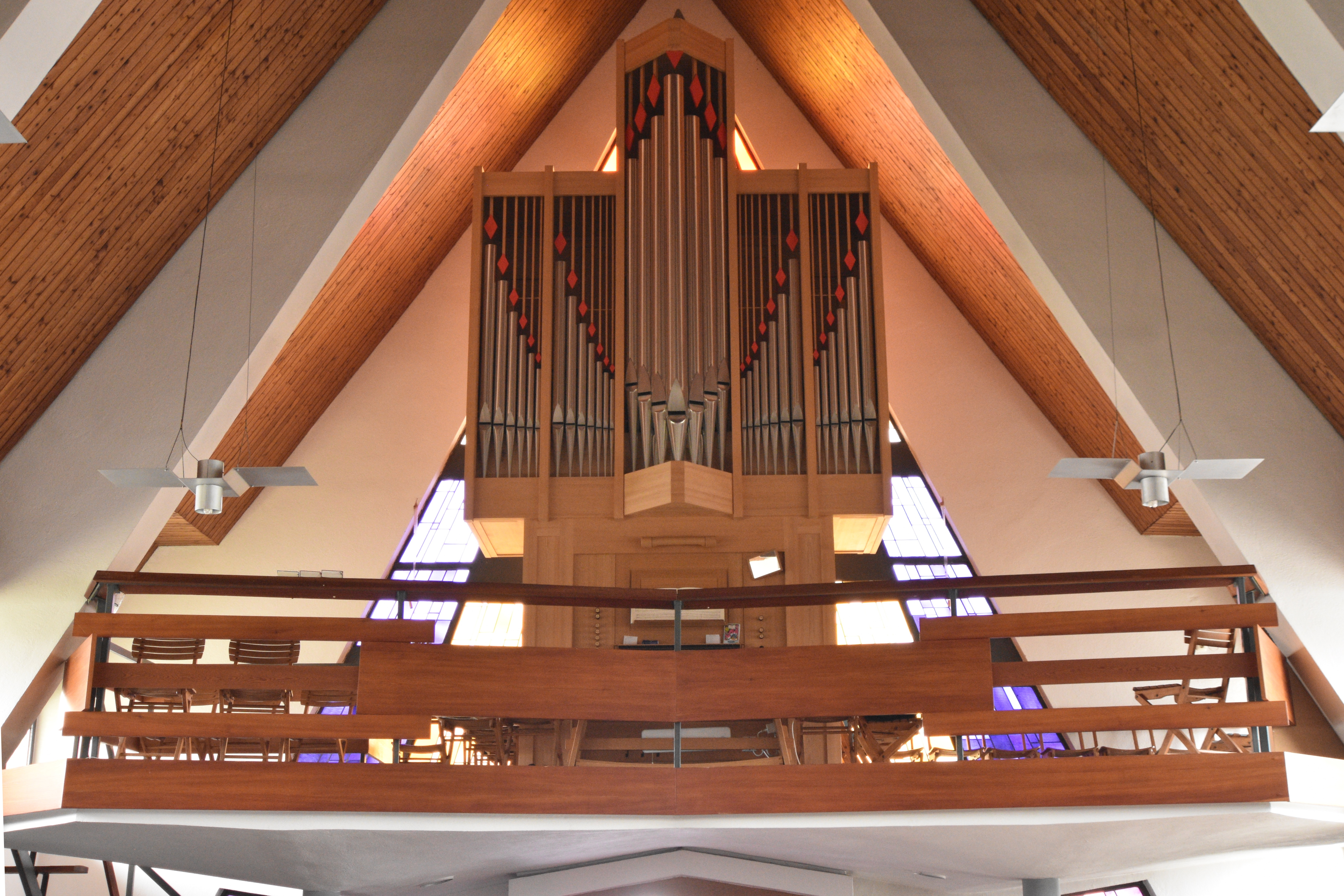
Orgel

Die Orgel wurde 1997 von Georges Heintz erbaut. Das Instrument mit rein mechanischen Schleifladen verfügt über zwölf Register auf zwei Manualen und Pedal. Es hat folgende Disposition:
| I Hauptwerk C–g3 |            |       |
| 1.               | Principal  | 8′    |
| 2.               | Bourdon    | 8′    |
| 3.               | Principal  | 4′    |
| 4.               | Doublette  | 2′    |
| 5.               | Mixtur III | 1 ⁄3′ |

| II Schwellwerk C–g3 |               |        |
| 6.                  | Rohrflöte     | 8′     |
| 7.                  | Blockflöte    | 4′     |
| 8.                  | Nasard        | 2 ⁄3′  |
| 9.                  | Weitprincipal | 2′     |
| 10.                 | Terz          | 1 3⁄5′ |

| Pedal C–f1 |          |     |
| 11.        | Subbaß   | 16′ |
| 12.        | Oktavbaß | 8′  |

- Koppeln: II/I, I/P, II/P
- Effektregister: Tremulant